# Steyr-Puch Haflinger
Steyr-Puch Haflinger, "Hafi"

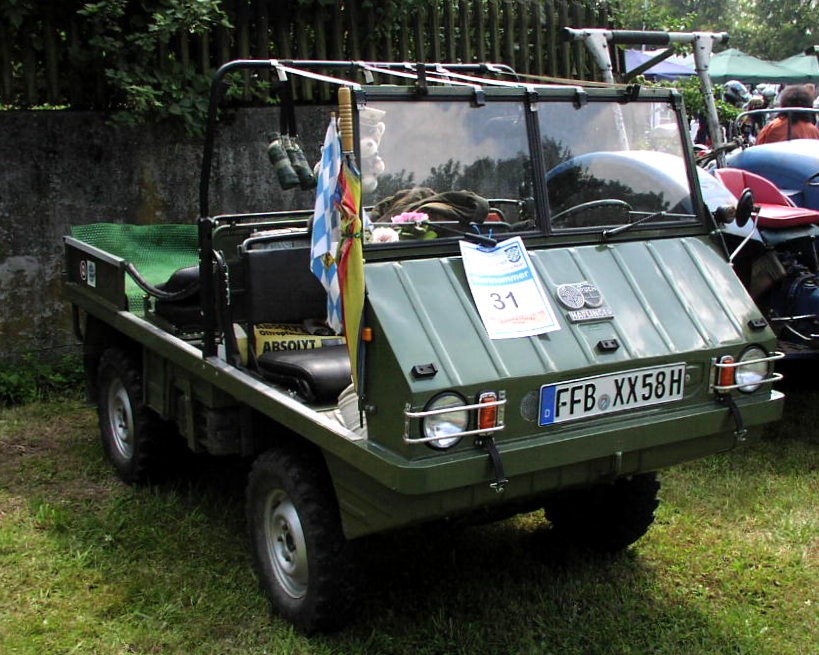
Steyr-Puch Haflinger.

Steyr-Puch Haflinger, ett lättviktigt (ca 600 kg) fordon med fyrhjulsdrift, utvecklades av det österrikiska företaget Steyr-Daimler-Puch. Chef för utvecklingsarbetet var Erich Ledwinka.  
Tillverkningen startade 1959 och varade fram till 1975, då man tillverkat 16 647 exemplar. Haflinger utvecklades till Steyr-Puch Pinzgauer. Haflinger var särskilt populär i den österrikiska och schweiziska armén, men såldes över hela världen. 
Fordonet har fått sitt namn efter hästrasen Haflinger.